# Clear Cold Beyond
Clear Cold Beyond är det trettonde studioalbumet av det finländska power metal-bandet Sonata Arctica från 2024, utgivet av skivbolaget Atomic Fire Records.

## Låtlista
1. "First in Line" – 5:22
2. "California" – 4:25
3. "Shah Mat" – 4:08
4. "Dark Empath" – 6:05
5. "Cure for Everything"	– 4:41
6. "A Monster Only You Can't See" – 5:56
7. "Teardrops" – 4:57
8. "Angel Defiled" – 4:44
9. "The Best Things" – 4:52
10. "Clear Cold Beyond" – 5:45

Bonuslåtar på Japan- och digpakutgåvorna

1. "A Ballad for the Broken" – 4:50
2. "Toy Soldiers" (Martika-cover) – 3:44

## Singlar
- "First in Line" (släpptes 13 oktober 2023)
- "A Monster Only You Can't See" (släpptes 8 december 2023)
- "Dark Empath" (släpptes 26 januari 2024)

## Medverkande
Musiker (Sonata Arctica-medlemmar)
- Tony Kakko – sång, keyboard
- Elias Viljanen – gitarr
- Pasi Kauppinen – basgitarr
- Henrik Klingenberg – keyboard
- Tommy Portimo – trummor

## Övrigt
- Mixad i Finnvox Studios, Helsingfors, Finland.
- Mastrad i Chartmakers West, Esbo, Finland.